# A Night at the Garden
A Night at the Garden é um documentário americano de 2017 sobre uma área de desfile do partido nazista que encheu o Madison Square Garden com 20 mil pessoas, em Nova Iorque, Estados Unidos, em fevereiro de 1939. Dirigido por Marshall Curry, e produzido por Laura Poitras e Charlotte Cook, o curta-metragem de 7 minutos é composto inteiramente por imagens de arquivo e excertos de um discurso de Fritz Kuhn, líder do German American Bund, uma organização nazista, demonstrando o antissemitismo, racismo, dentre outros sentimentos nazistas. O filme faz alusão com o crescimento da extrema-direita americana após a eleição de Donald Trump, e a manifestação "Unite the Right" em Charlottesville em 2017. Estreado no Festival de Cinema de Sundance de 2018, foi, como reconhecimento, nomeado ao Óscar 2019 na categoria de Melhor Documentário em Curta-metragem.